# Mutins de 1917

Mutins de 1917 est une chanson écrite en 1967 par Jacques Debronckart (1934-1983), chanson dont il est également le compositeur.
Le texte comporte cinq strophes de huit vers en décasyllabes.
Il s'agit d'un texte en hommage aux soldats qui furent fusillés lors de la bataille du Chemin des Dames, au cours de la Première Guerre mondiale, et plus précisément des Mutineries de 1917. Des victimes qui en résultèrent, un certain nombre de mutins étant condamnés à mort par les tribunaux militaires, dont quelques-uns pour l'exemple.
L'auteur s'adresse directement aux victimes, navré mais exprimant aussi une sourde colère contre l'oubli du sort de ces suppliciés :
« […] À vos enfants on ne répète jamais comment finit leur grand-papa, il y a des choses dont on ne parle pas, mutins de 1917 ».
Les généraux Joffre et Nivelle sont cités, et l'accent est mis sur les fautes de l'état-major français.
La chanson a été interdite de diffusion sur les ondes nationales dès sa sortie. Ce n'est que plus de trente années plus tard, précisément le 22 novembre 1998, dans l'émission de Robert Arnaut Histoires possibles et impossibles, qu'il a été possible d'entendre l'enregistrement original de Jacques Debronckart.

## Référence
- Dans les bars d'Adélaïde, Christian Pirot, 2001 (ISBN 2868081606)